# Calcurmolita
La calcurmolita és un mineral de la classe dels sulfats. Rep el seu nom en al·lusió a la seva composició química, contenint CALCi, URani i MOLibdè.

## Característiques
La calcurmolita és un sulfat de fórmula química (Ca,Na)₂(UO₂)₃Mo₂(O,OH)11·nH₂O. Es troba en forma de cristalls prismàtics, de fins a 1,5 mil·límetres, en paquets o agregats en forma de plaques radials. També es troba com a crostes d'agregats esfèrics de cristalls en forma de plaques.
Segons la classificació de Nickel-Strunz, la calcurmolita pertany a «07.HB - Urani i uranil molibdats i wolframats, Amb U6+» juntament amb els següents minerals: tengchongita i uranotungstita.

## Formació i jaciments
És un mineral secundari que es troba a la zona d'oxidació inferior dels dipòsits de molibdè i urani. Sol trobar-se associada a altres minerals com: uraninita, uranofana, uranospinita, hal·loysita, betpakdalita, jarosita, ferrimolibdita, umohoïta, yingjiangita, studtita, kivuïta, tengchongita o autunita. Va ser descoberta l'any 1962 a l'àrea de Sokh-Karasu, al dipòsit de molibdè de Kadzharan (Província de Siunik, Armènia).